# Championnats d'Asie d'athlétisme 2002
Navigation
La 14e édition des Championnats d'Asie d'athlétisme se sont déroulés à Colombo, au Sri Lanka en 2002. 

## Résultats

### Hommes
| Event | Or                                                                                        | Or             | Argent                                                                         | Argent         | Bronze                                                                                               | Bronze         |
| --- | ----------------------------------------------------------------------------------------- | -------------- | ------------------------------------------------------------------------------ | -------------- | --- | -------------- |
| 100 m | Jamal al-Saffar Arabie saoudite                                                           | 10 s 43        | Gennadiy Chernovol Kazakhstan                                                  | 10 s 50        | Salem Mubarak al-Yami Arabie saoudite                                                                | 10 s 52        |
| 200 m | Gennadiy Chernovol Kazakhstan                                                             | 20 s 73        | Fawzi al-Shammari Koweït                                                       | 20 s 92        | Sittichai Suwonprateep Thaïlande                                                                     | 21 s 04        |
| 400 m | Fawzi al-Shammari Koweït                                                                  | 45 s 21        | Hamdan Obah al-Bishi Arabie saoudite                                           | 45 s 43        | Sugath Tillakaratne Sri Lanka                                                                        | 45 s 73        |
| 800 m | Mihail Kolganov Kazakhstan                                                                | 1 min 48 s 91  | Salem Amer al-Badri Qatar                                                      | 1 min 48 s 95  | Adam Abdu Adam Ali Qatar                                                                             | 1 min 49 s 25  |
| 1 500 m | Abdulrahman Suleiman Qatar                                                                | 3 min 45 s 98  | Rashid Ramzi Bahreïn                                                           | 3 min 46 s 41  | Jamal Noor Yousef Qatar                                                                              | 3 min 46 s 85  |
| 5000 m | Khamis Seif Abdullah Qatar                                                                | 14 min 16 s 81 | Abdulhak Zakaria Bahreïn                                                       | 14 min 19 s 92 | Nasser Sulaiman Qatar                                                                                | 14 min 19 s 97 |
| 10 000 m | Ahmed Ibrahim Warsama Qatar                                                               | 30 min 19 s 62 | Aman Majid Awadh Qatar                                                         | 30 min 21 s 05 | Jagannath Lakade Inde                                                                                | 30 min 39 s 44 |
| 3000 m steeple | Khamis Seif Abdullah Qatar                                                                | 8 min 16 s 0   | Saad Shaddad al-Asmari Arabie saoudite                                         | 8 min 16 s 7   | Ali Abu Bakr Kamal Qatar                                                                             | 8 min 37 s 4   |
| 110 m haies | Liu Xiang Chine                                                                           | 13 s 56        | Mubarak Ata Mubarak Arabie saoudite                                            | 13 s 96        | Mohamed Faiz Malaisie                                                                                | 14 s 33        |
| 400 m haies | Mubarak al-Nubi Qatar                                                                     | 48 s 67 CR     | Hideaki Kawamura Japon                                                         | 48 s 85        | Yevgeniy Meleshenko Kazakhstan                                                                       | 49 s 56        |
| 20 km marche | Eiichi Yoshizawa Japon                                                                    | 1 h 26 min 51  | Toshihito Fujinohara Japon                                                     | 1 h 28 min 06  | Shin Il-yong Corée du Sud                                                                            | 1 h 31 min 07  |
| 4 × 100 m | Thaïlande Sittichai Suwonprateep Ekkachai Janthana Vissanu Sophanich Reanchai Srihawong   | 38 s 99        | Arabie saoudite Khalifa Al Sagar Salem Al Yami Mubarak Mubarak Jamal al-Saffar | 39 s 16        | Qatar Mohd Sultan Al Sheeb Khalid Yousuf Al-Obaidi Abdullah Khamis Al Hamad Khalid Habash Al Suwaidi | 39 s 39        |
| 4 × 400 m | Sri Lanka Rohan Pradeep Kumara Ranga Wimalawansa Prasanna Amarasekara Sugath Thilakaratne | 3 min 3 s 35   | Inde Satbir Singh K. Suresh Anil Kumar Rohil Jata Shankar                      | 3 min 6 s 76   | Japon Suguru Matsumoto Yukihiro Mukai Yoshihiro Chiba Hideaki Kawamura                               | 3 min 7 s 09   |
| Saut en hauteur | Cui Kai Chine                                                                             | 2,19 m         | Salem Nasser Bakhit Bahreïn                                                    | 2,15 m         | Loo Kum Zee Malaisie                                                                                 | 2,15 m         |
| Saut à la perche | Daichi Sawano Japon                                                                       | 5,40 m         | Kim Se-in Corée du Sud                                                         | 5,40 m         | Grigoriy Yegorov Kazakhstan                                                                          | 5,20 m         |
| Saut en longueur | Hussain Taher al-Sabee Arabie saoudite                                                    | 8,09 m         | Cai Xiaobao Chine                                                              | w 7,95 m       | Huang Le Chine                                                                                       | w 7,91 m       |
| Triple saut | Salem al-Ahmedi Arabie saoudite                                                           | 16,61 m        | Kazuyoshi Ishikawa Japon                                                       | 16,42 m        | Mohammed Hamdi Awadh Qatar                                                                           | 16,18 m        |
| Lancer du poids | Bilal Saad Mubarak Qatar                                                                  | 19,22 m        | Navpreet Singh Inde                                                            | 18,97 m        | Kim Jae-il Corée du Sud                                                                              | 17,98 m        |
| Lancer du disque | Rashid Shafi Al-Dosari Qatar                                                              | 64,43 m CR     | Abbas Samimi Iran                                                              | 60,49 m        | Nuer Maimaiti Chine                                                                                  | 60,39 m        |
| Lancer du marteau | Kōji Murofushi Japon                                                                      | 80,45 m CR     | Hiroaki Doi Japon                                                              | 70,27 m        | Viktor Ustinov Ouzbékistan                                                                           | 69,25 m        |
| Lancer du javelot | Li Rongxiang Chine                                                                        | 82,75 m CR     | Sergey Voynov Ouzbékistan                                                      | 79,70 m        | Park Jae-myong Corée du Sud                                                                          | 79,22 m        |
| Décathlon | Ahmad Hassan Moussa Qatar                                                                 | 7670 pts       | Pavel Andreev Ouzbékistan                                                      | 7428 pts       | Takuro Hirata Japon                                                                                  | 7344 pts       |
| Records et Performances - AR : Record continental (area record) - CR : Record des championnats (championship record) - MR : Record du meeting (meet record) - NR : Record national (national record) - OR : Record olympique (olympic record) - PR : Record paralympique (paralympic record) - PB : Record personnel (personal best) - SB : Meilleure performance personnelle de la saison (season's best) - WL : Meilleure performance mondiale de l'année (world leader) - WJR : Record du monde junior (world junior record) - WR : Record du monde (world record) Circonstances et Conditions - DNF : N'a pas terminé (did not finish) - DNS : N'a pas pris le départ (did not start) - DQ : Disqualification (disqualification) - NM : Aucun essai valable enregistré (No Mark) - Q : Qualifié « directement » au prochain tour (ou à la prochaine compétition), lors d'une compétition majeure, grâce au classement ou à la réalisation des minima (automatic qualifier) - q : Qualifié au prochain tour (ou à la prochaine compétition), lors d'une compétition majeure, grâce au repêchage ou à la réalisation de l'une des meilleures performances parmi celles des « non qualifiés directement » (grâce au meilleur temps ou à la meilleure distance par exemple) (secondary qualifier) |                                                                                           |                |                                                                                |                | |                |

### Femmes
| Event | Or                                                        | Or             | Argent                                                                        | Argent         | Bronze                                                                                       | Bronze         |
| --- | --------------------------------------------------------- | -------------- | ----------------------------------------------------------------------------- | -------------- | -------------------------------------------------------------------------------------------- | -------------- |
| 100 m | Susanthika Jayasinghe Sri Lanka                           | 11 s 29 CR     | Qin Wangping Chine                                                            | 11 s 56        | Lyubov Perepelova Ouzbékistan                                                                | 11 s 60        |
| 200 m | Susanthika Jayasinghe Sri Lanka                           | 22 s 84 =CR    | Lyubov Perepelova Ouzbékistan                                                 | 23 s 76        | Yan Jiankui Chine                                                                            | 23 s 85        |
| 400 m | Tatyana Roslanova Kazakhstan                              | 52 s 61        | Zamira Amirova Ouzbékistan                                                    | 53 s 87        | Nguyen Thi Tinh Vietnam                                                                      | 54 s 57        |
| 800 m | Miho Sugimori Japon                                       | 2 min 03 s 59  | Tatyana Borisova Kirghizistan                                                 | 2 min 03 s 67  | Zamira Amirova Ouzbékistan                                                                   | 2 min 04 s 48  |
| 1500 m | Tatyana Borisova Kirghizistan                             | 4 min 16 s 27  | Svetlana Lukasheva Kazakhstan                                                 | 4 min 18 s 63  | Mizuho Nasukawa Japon                                                                        | 4 min 19 s 27  |
| 5000 m | Ham Bong-Sil Corée du Nord                                | 15 min 42 s 88 | Akiko Kawashima Japon                                                         | 15 min 44 s 08 | Mizuho Nasukawa Japon                                                                        | 16 min 24 s 63 |
| 10 000 m | Ham Bong-Sil Corée du Nord                                | 34 min 44 s 92 | Jo Bun-Hui Corée du Nord                                                      | 35 min 00 s 63 | Lashram Aruna Devi Inde                                                                      | 35 min 38 s 70 |
| 100 m haies | Yvonne Kanazawa Japon                                     | 13 s 40        | Sriyani Kulawansa Sri Lanka                                                   | 13 s 43        | Trecia Roberts Thaïlande                                                                     | 13 s 60        |
| 400 m haies | Natalya Torshina Kazakhstan                               | 55 s 81        | Song Yinglan Chine                                                            | 56 s 49        | Makiko Yoshida Japon                                                                         | 57 s 04        |
| 20 km marche | Gao Kelian Chine                                          | 1 h 36 min 57  | Jian Xingli Chine                                                             | 1 h 37 min 02  | Ryoko Tadamasa Japon                                                                         | 1 h 42 min 43  |
| 4 × 100 m | Chine Ni Xiaoli Yan Jiankui Huang Mei Qin Wangping        | 43 s 94        | Ouzbékistan Guzel Khubbieva Anza Kazakova Ludmila Dmitriadi Lyubov Perepelova | 44 s 85        | Thaïlande Trecia Roberts Oramoch Klomdee Supawadee Khawpeag Juthamass Thawonchavoen          | 44 s 89        |
| 4 × 400 m | Inde J.J. Shobha Soma Biswas Sunita Dahiya Sagardeep Kaur | 3 min 37 s 48  | Japon Miho Sugimori Mayu Kida Sakie Nobuoka Makiko Yoshida                    | 3 min 38 s 29  | Sri Lanka Menaka Wickremasinghe Lalani Gunawardena Swarnamali Edirisinghe Damayanthi Dharsha | 3 min 42 s 71  |
| Saut en hauteur | Tatyana Efimenko Kirghizistan                             | 1,92 m         | Bobby Aloysius Inde                                                           | 1,84 m         | Marina Korzhova Kazakhstan                                                                   | 1,84 m         |
| Saut à la perche | Gao Shuying Chine                                         | 4,20 m CR      | Masumi Ono Japon                                                              | 4,20 m CR      | Ni Putu Desy Margawati Indonésie                                                             | 4,10 m NR      |
| Saut en longueur | Yelena Kashcheyeva Kazakhstan                             | 6,61 m         | Lerma Gabito Philippines                                                      | w 6,40 m       | Marestella Torres Philippines                                                                | w 6,40 m       |
| Triple saut | Wu Lingmei Chine                                          | 13,83 m        | Mariya Sokova Ouzbékistan                                                     | 13,81 m        | Yelena Parfenova Kazakhstan                                                                  | 13,11 m        |
| Lancer du poids | Juthaporn Krasaeyan Thaïlande                             | 18,05 m        | Cheng Xiaoyan Chine                                                           | 17,39 m        | Sumi Ichioka Japon                                                                           | 16,12 m        |
| Lancer du disque | Li Yanfeng Chine                                          | 60,06 m        | Harwant Kaur Inde                                                             | 57,60 m        | Swaranjeet Kaur Inde                                                                         | 55,05 m        |
| Lancer du marteau | Gu Yuan Chine                                             | 71,10 m CR     | Huang Chih-Feng TPE                                                           | 58,19 m        | Hardeep Kaur Inde                                                                            | 57,82 m        |
| Lancer du javelot | Ma Ning Chine                                             | 57,15 m        | Xue Juan Chine                                                                | 56,04 m        | Lee Young-Sun Corée du Sud                                                                   | 53,72 m        |
| Heptathlon | Svetlana Kazanina Kazakhstan                              | 5841 pts       | J. J. Shobha Inde                                                             | 5775 pts       | Wang Hailan Chine                                                                            | 5635 pts       |
| Records et Performances - AR : Record continental (area record) - CR : Record des championnats (championship record) - MR : Record du meeting (meet record) - NR : Record national (national record) - OR : Record olympique (olympic record) - PR : Record paralympique (paralympic record) - PB : Record personnel (personal best) - SB : Meilleure performance personnelle de la saison (season's best) - WL : Meilleure performance mondiale de l'année (world leader) - WJR : Record du monde junior (world junior record) - WR : Record du monde (world record) Circonstances et Conditions - DNF : N'a pas terminé (did not finish) - DNS : N'a pas pris le départ (did not start) - DQ : Disqualification (disqualification) - NM : Aucun essai valable enregistré (No Mark) - Q : Qualifié « directement » au prochain tour (ou à la prochaine compétition), lors d'une compétition majeure, grâce au classement ou à la réalisation des minima (automatic qualifier) - q : Qualifié au prochain tour (ou à la prochaine compétition), lors d'une compétition majeure, grâce au repêchage ou à la réalisation de l'une des meilleures performances parmi celles des « non qualifiés directement » (grâce au meilleur temps ou à la meilleure distance par exemple) (secondary qualifier) |                                                           |                |                                                                               |                |                                                                                              |                |

## Tableau des médailles
| Rang | Nation | Or | Argent | Bronze | Total |
| ---- | ------ | -- | ------ | ------ | ----- |
| 1    | CHN    | 10 | 6      | 4      | 20    |
| 2    | QAT    | 8  | 2      | 6      | 16    |
| 3    | KAZ    | 6  | 2      | 4      | 12    |
| 4    | JPN    | 5  | 7      | 7      | 19    |
| 5    | KSA    | 3  | 4      | 1      | 8     |
| 6    | SRI    | 3  | 1      | 2      | 6     |
| 7=   | KGZ    | 2  | 1      | 0      | 3     |
| 7=   | PRK    | 2  | 1      | 0      | 3     |
| 9    | THA    | 2  | 0      | 3      | 5     |
| 10   | IND    | 1  | 5      | 4      | 10    |
| 11   | KUW    | 1  | 1      | 0      | 2     |
| 12   | UZB    | 0  | 6      | 3      | 9     |
| 13   | BHR    | 0  | 3      | 0      | 3     |
| 14   | KOR    | 0  | 1      | 4      | 5     |
| 15   | PHI    | 0  | 1      | 1      | 2     |
| 16=  | TPE    | 0  | 1      | 0      | 1     |
| 16=  | IRI    | 0  | 1      | 0      | 1     |
| 18   | MAS    | 0  | 0      | 2      | 2     |
| 19=  | INA    | 0  | 0      | 1      | 1     |
| 19=  | VIE    | 0  | 0      | 1      | 1     |